# ناصر طلاع
ناصر طلاع (عربی: ناصر طلاّع دحيلان؛ زادهٔ ۱۳ دسامبر ۱۹۷۸) بازیکن و مربی فوتبال اهل عراق است.
از باشگاه‌هایی که در آن بازی کرده‌است می‌توان به باشگاه ورزشی الزورا اشاره کرد.
وی همچنین در تیم‌های ملی فوتبال زیر ۲۳ سال عراق و عراق بازی کرده‌است.